# Demon Days Live
Demon Days Live (sottotitolato at the Manchester Opera House) è il primo album video del gruppo musicale britannico Gorillaz, pubblicato nel 2006 dalla Parlophone.
Il video contiene estratti live dei concerti tenuti nel novembre 2005 alla Manchester Opera House di Manchester.

## Tracce
1. Intro
2. Last Living Souls
3. Kids with Guns (feat. Neneh Cherry)
4. O Green World"
5. Dirty Harry (feat. Bootie Brown)
6. Feel Good Inc (feat. De La Soul)
7. El mañana
8. Every Planet We Reach Is Dead (feat. Ike Turner)
9. November Has Come (feat. DOOM) (footage)
10. All Alone (feat. Roots Manuva & Martina Topley-Bird)
11. White Light
12. DARE (feat. Rosie Wilson & Shaun Ryder)
13. Fire Coming Out of the Monkey's Head – Lettura di Dennis Hopper
14. Don't Get Lost in Heaven (feat. The London Community Gospel Choir)
15. Demon Days (feat. The London Community Gospel Choir)
16. Hong Kong (feat. Zeng Zhen)
17. Latin Simone (¿Qué pasa contigo?) (feat. Ibrahim Ferrer) (footage)